# Altheim (München)
Altheim ist eine Ortsbezeichnung in München.

## Lage
Mit Altheim wird ein Gebiet der Münchner Altstadt südwestlich des Kaufingertors der ersten Münchner Stadtmauer Münchens bezeichnet. Er liegt im Bereich der heutigen Straße Altheimer Eck.

## Geschichte
Der seltsame Straßenverlauf in diesem Gebiet, so z. B. das Altheimer Eck und der abgeknickte Verlauf Hackenstraße-Brunnstraße, lässt darauf schließen, dass hier schon vor der Stadterweiterung unter Ludwig dem Strengen eine Siedlung bestand und die Straßenführung auf die bestehende Bebauung Rücksicht nehmen musste.
Der Name Althaim wird 1369 erstmals urkundlich erwähnt, überwiegend als Bestandteil des Straßennamens Althaimer Gässl (heute Altheimer Eck). In den Steuerbüchern der Stadt bezeichnet Altheim ein Areal, das etwa der Nordhälfte des Häuserblocks südlich von Altheimer Eck und Färbergraben zwischen Damenstiftstraße und Hofstatt entspricht.
Viele Forscher vermuten in Altheim eine Siedlung, die bereits vor der Gründung Münchens durch Heinrich den Löwen 1158 bestanden hat und die die ursprüngliche, nach ihrer Lage bei einem Klosterhof als Munichen bezeichnete Siedlung gebildet hat. Nach dem Übergang des Namens auf den neuen Ort habe die alte Siedlung dann den Namen Altheim erhalten, ein Vorgang, wie er ähnlich z. B. auch bei Schongau und Altenstadt stattgefunden hat.
Da eine Besiedlung des Gebiets von Altheim vor 1158 jedoch bisher archäologisch nicht nachgewiesen werden konnte, geht eine alternative Hypothese davon aus, dass Altheim erst nach dem Bau der Stadtmauer Münchens als ländliche Siedlung entstanden ist, die an die Stadtmauer angrenzte. Eine Erklärung für die Bezeichnung Altheim gibt diese Hypothese jedoch nicht.
Im Stadtmodell Münchens von Jakob Sandtner ist in dem Bezirk von Altheim noch ein achteckiger Turm zu sehen, dessen Bedeutung unklar ist. Nach einer Hypothese könnte es sich hierbei um Reste des ursprünglichen Sitzes der Herren von Altheim gehandelt haben.
Nördlich des Bezirks von Altheim stand etwa an der Stelle des heutigen Richard-Strauss-Brunnens eine Nikolauskirche, die auf das 12. Jahrhundert zurückging und vermutlich die ursprüngliche Dorfkirche Altheims darstellte. Im 16. Jahrhundert wurde sie zum Bau des Jesuitenkollegs und der Michaelskirche abgerissen.